# Hockey Series femenino 2018-19
La Serie de Hockey femenino 2018-19 fue la temporada inaugural del Hockey Series, campeonato de hockey sobre césped para los seleccionados femeninos. El torneo comenzó en junio de 2018 y finalizó en junio de 2019.
La Hockey Series está abierta a selecciones que no juegan en la Hockey Pro League.
La misma se lleva a cabo en dos rondas, el Open y las finales. Los nueve equipos mejor clasificados en el ranking de la FIH (desde el 9 de junio de 2017) se saltan el Open y avanzan directamente a las finales. Todos los demás seleccionados juegan la Hockey Series Open, que presenta ocho eventos regionales con hasta seis equipos cada uno. Quince equipos clasificarán de la Hockey Series Open a las finales de la Hockey Series, totalizando 24 selecciones. Esos equipos jugarán en tres eventos, con ocho equipos por evento (tres clasificados automáticamente y cinco que avanzaron desde el Open).
Los dos mejores equipos ubicados en cada uno de los eventos de las finales de la Hockey Series clasificarán para los eventos de clasificación olímpica. En este evento, se les unirán los cuatro mejores equipos de la Hockey Pro League y los dos equipos mejor clasificados en el ranking de la FIH que aún no están clasificados. Los equipos serán sorteados y jugarán una eliminatoria a doble partido para determinar seis naciones calificadas para los Juegos Olímpicos de 2020.

## Clasificación
Los 9 equipos mejor posicionados en la clasificación mundial de la FIH recibieron un pase directo a las finales de la competición. Los nueve equipos clasificados son los siguientes:
- Corea del Sur (9)
- España (10)
- Japón (11)
- India (12)
- Sudáfrica (13)
- Italia (15)
- Irlanda (16)
- Escocia (17)
- Polonia (18)

## Etapas clasificatorias

### Hockey Series Open
| Fechas                            | Ubicación           | Equipos                                                   | Avanzan a finales de la Hockey Series | Clasificado(s)                |
| --------------------------------- | ------------------- | --------------------------------------------------------- | ------------------------------------- | ----------------------------- |
| 5 al 10 de junio de 2018          | Salamanca, México   | Canadá Guatemala México Panamá Puerto Rico                | 2                                     | Canadá México                 |
| 23 de junio al 1 de julio de 2018 | Singapur            | Hong Kong Indonesia Kazajistán Malasia Singapur Tailandia | 2                                     | Malasia Tailandia             |
| 6 al 8 de julio de 2018           | Wattignies, Francia | Austria Bielorrusia Francia Rusia                         | 3                                     | Bielorrusia Francia Rusia     |
| 13 al 18 de agosto de 2018        | Port Vila, Vanuatu  | Fiyi Islas Salomón Tonga Vanuatu                          | 1                                     | Fiyi                          |
| 21 al 26 de agosto de 2018        | Vilnius, Lituania   | República Checa Lituania Turquía Ucrania Gales            | 3                                     | República Checa Ucrania Gales |
| 18 al 23 de septiembre de 2018    | Santiago, Chile     | Bolivia Brasil Chile Paraguay Perú Uruguay                | 2                                     | Chile Uruguay                 |
| 7 al 9 de diciembre de 2018       | Bulawayo, Zimbabue  | Namibia Zambia Zimbabue                                   | 1                                     | Namibia                       |
|                                   |                     |                                                           | 1                                     | Singapur                      |
| Total                             | Total               | Total                                                     | 15                                    |                               |

### Finales de la Hockey Series
| Fechas                    | Ubicación        | Equipos clasificados | Equipos clasificados  | Equipos clasificados                             | Avanzan al clasificatorio olímpico | Clasificados al clasificatorio olímpico |
| Fechas                    | Ubicación        | Anfitrión            | Por Ranking           | de la Hockey Series Open                         | Avanzan al clasificatorio olímpico | Clasificados al clasificatorio olímpico |
| ------------------------- | ---------------- | -------------------- | --------------------- | ------------------------------------------------ | ---------------------------------- | --------------------------------------- |
| 8 al 16 de junio de 2019  | Dublín, Irlanda  | Irlanda              | Corea del Sur Escocia | República Checa Francia Malasia Singapur Ucrania | 2                                  | Corea del Sur Irlanda                   |
| 15 al 23 de junio de 2019 | Hiroshima, Japón | Japón                | India Polonia         | Chile Fiyi México Rusia Uruguay                  | 1                                  | India Japón                             |
| 19 al 27 de junio de 2019 | Valencia, España | España               | Italia Sudáfrica      | Bielorrusia Canadá Namibia Tailandia Gales       | 2                                  | España Canadá                           |